# Gye
Gye là một xã trong vùng Grand Est, thuộc tỉnh Meurthe-et-Moselle, quận Toul, tổng Toul-Sud. Tọa độ địa lý của xã là 48° 37' vĩ độ bắc, 05° 52' kinh độ đông. Gye nằm trên độ cao trung bình là 235 mét trên mực nước biển, có điểm thấp nhất là 214 mét và điểm cao nhất là 252 mét. Xã có diện tích 6,51 km², dân số vào thời điểm 1999 là 187 người; mật độ dân số là 28 người/km². Gye nằm 9 km về phía nam của Toul.

## Thông tin nhân khẩu
| 1962 | 1968 | 1975 | 1982 | 1990 | 1999 |
| ---- | ---- | ---- | ---- | ---- | ---- |
| 110  | 114  | 120  | 104  | 111  | 187  |